# LUNA-月の伝言-
ミュージカル・ファンタジー『LUNA』-月の伝言-（ルナ つきのでんごん）は、宝塚歌劇団月組で上演されたミュージカル作品。17場。
2000年2月19日から4月3日（新人公演は3月7日）に宝塚大劇場、同年5月12日から6月26日（新人公演は5月23日）にTAKARAZUKA1000days劇場（東京）、同年8月1日から8月21日に博多座にて上演された。
併演作品はショーイリュージョン『BLUE・MOON・BLUE』。
オーパーツといった古代の遺物と、インターネットや遺伝子工学・マッドサイエンティストなど現代のものが入り乱れる作品となった。

## スタッフ
※氏名の後ろに「宝塚」、「東京」、「博多座」の文字がなければ前劇場共通。
- 作・演出 ：小池修一郎[1]
- 作曲・編曲：吉田優子[3]・甲斐正人[3]
- 音楽指揮：佐々田愛一郎[3]、
- 振付[3]：大谷盛雄・麻咲梨乃・御織ゆみ乃
- ファイティング・コーディネーター：渥美博[3]
- 装置：大橋泰弘[3]
- 衣装：有村淳[3]
- 照明：勝柴次朗[3]
- 歌唱指導：岡崎亮子[3]
- オーパーツデザイン：水無川リナ[3]
- 映像デザイン：田島利枝[3]
- 音響：加門清邦[3]
- 小道具：伊集院撤也[3]
- 効果：切江勝[3]
- 演出助手[3]：木村信司・小柳奈穂子
- マジック指導：駒田はじめ[3]
- ファイティング助手亀山ゆうみ[3]
- 装置補：広森守[3]
- 小道具補：石橋清利[3]
- 装置助手：國包洋子[3]
- 舞台進行：表原渉[3]
- 舞台監督[4]：藤村信一（東京）・木村信也（東京）・香取克英（東京）・宮脇学（東京）
- 舞台美術製作：株式会社 宝塚舞台[3]
- 演奏：宝塚歌劇オーケストラ（宝塚・博多座）[3]
- 録音演奏：宝塚歌劇オーケストラ（東京）[4]
- 制作：小野真哉[3]
- 協賛：たかの友梨ビューティクリニック[3]
- 演出担当（新人公演）：小柳奈穂子[6]

## あらすじ
現代のイングランドの巨石遺跡「ストーン・パレス」を舞台に、人気No.1のシンガーソングライター、ALEXの体に古代人の遺伝子が入り込んだことから起こる騒動を描いたミュージカルファンタジー。

## 主な登場人物
- ALEX - シンガーソングライター
- アイリーン - ハリーの恋人
- ブライアン - インターネットや遺伝子工学を悪用し、世界征服をもくろむ極悪人
- ハリー  - アレックスとアイリーンを取り合う考古学者
- イレーネ - 月読と恋に落ちる巫女
- ジュード
- ピート
- ジョー
- ビル
- ウラノス

## 主な配役

### 宝塚大劇場・1000days劇場
「（）」内は新人公演の配役。氏名の前に「宝塚」、「東京」の文字がなければ両劇場共通。
- ALEX/月読：真琴つばさ（大和悠河）[3]
- アイリーン：檀れい（花瀬みずか）[3]
- ブライアン：宝塚：紫吹淳[3]、東京：初風緑[4]（宝塚：霧矢大夢[3]、東京：鳴海じゅん[4]）
- ハリー：宝塚：初風緑[3]、東京：大和悠河[4]（宝塚：鳴海じゅん[3]、東京：遼河はるひ[4]）
- ジュード：汐美真帆[3]（宝塚：楠恵華[3]、東京：研ルイス[4]）
- ピート：宝塚：大和悠河[3]、東京：大空祐飛[4]（紫城るい[3]）
- ジョー：宝塚：大空祐飛[3]、東京：大樹槙[4]（宝塚：遼河はるひ[3]、東京：一色瑠加[4]）
- ビル：宝塚：霧矢大夢[3]、東京：鳴海じゅん[4]（宝塚：北翔海莉[3]、東京：真野すがた[4]）
- イレーネ：宝塚：千紘れいか[3]、東京：紫城るい[4]（宝塚：西條三恵[3]、東京：眞宮由妃[4]）
- ウラノス：立ともみ（あゆら華央）[3]
- マッコイ：真山葉瑠（宝塚：?、東京：あゆら華央[4]）

### 博多座
- ALEX/月読：真琴つばさ
- アイリーン：檀れい
- ブライアン：初風緑[7]
- ハリー：汐美真帆[7]
- ジュード：越乃リュウ[7]
- ピート：大空祐飛[7]
- ジョー：楠恵華[7]
- ビル：北翔海莉[7]
- イレーネ：紫城るい[7]
- マッコイ：未沙のえる[7]

## その他
- 衣装のフリース、真琴がキックボードに乗るなど2000年当時の流行を取り入れた、現代色の強い作品。
- 遺跡内を移動するシーンで、真琴らが毎日軽妙なアドリブを繰り広げた。
- 1000days劇場・博多座では当時男役の紫城がイレーネ役を務めた。娘役への転向はこの2年後である。
- 明日海りおは、中学生の時にバレエ教室の仲間からこのビデオを借りたことを機に宝塚歌劇を志した。